# عبد الماجد برغري
عبد الماجد برغري (بالسندية: عبدالماجد ڀرڳڙي)‏، (بالأردوية: عبدالماجد بھرگڑی)‏، (8 فبراير 1948 - ) هو مؤسس الحوسبة باللغة السندية. ينحدر من لاركانا في باكستان، ويعيش الآن في سياتل. استطاع عام 1987-1988 استخدام اللغة السندية على أجهزة الكمبيوتر الشخصية وأحدث ثورة في صناعة الطباعة والنشر باللغة السندية.
من عام 2000 إلى عام 2011، طور بورجري أول خط يونيكود سندي، وحصل على دعم للغة السندية على نظام مايكروسوفت ويندوز، وطور موارد لجعل استخدام اللعة السندية القياسي ممكنًا على نظام تشغيل ويندوز، وجعل هذه الموارد متاحة مجانًا على الإنترنت. وفي عام 2002 كتب بورغري ورقة بحثية لمايكروسوفت بعنوان «تمكين اللغات الباكستانية من خلال اليونيكود».